# Ashantifolkets traditionella byggnader
Ashantifolkets traditionella byggnader nordost om Kumasi i Ashantiregionen i Ghana ursågs till ett världsarv av Unesco år 1980.
Bostäderna är gjorda av jord, halm och trä. De är de sista resterna av höjdpunkten av  Ashantifolkets civilisation på 1700-talet.